# Picten

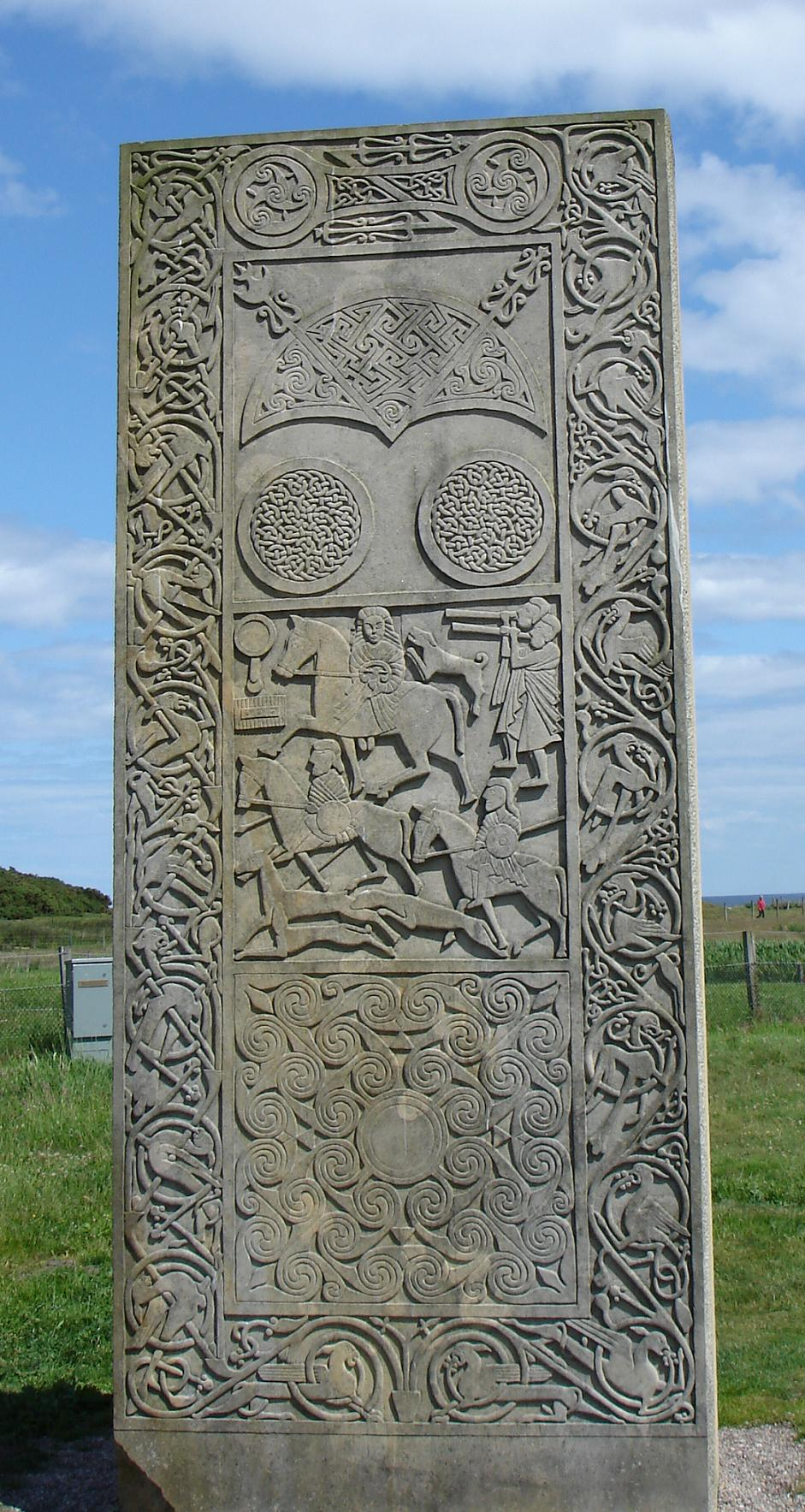
Replica van een Klasse 2 steen: Hilton of Cadboll Stone op de originele locatie; delen van het origineel zijn in het Museum of Scotland.

De Picten waren een confederatie van stammen die ten tijde van de late ijzertijd en de vroege middeleeuwen in het oosten en het noorden van Schotland leefden. Men veronderstelt dat zij ethnolinguïstisch Keltisch waren. 

## Woongebied
Het woongebied van de Picten en sommige aspecten van hun cultuur kan men afleiden uit de verspreiding van brochs (torens gebouwd door hun voorouders), Pictische symbolenstenen en plaatsnaamelementen met het woord Pit erin (b.v. Pitlochry; pit betekent: een hoeveelheid land). 
De Picten woonden ten noorden van de rivieren de Forth en de Clyde.

## Oorsprong
In de ijzertijd rond 50 v.Chr., net voor de overkomst van Julius Caesar, stopte de Keltische migratie naar Schotland. Het land was toen verdeeld in een aantal elkaar bestrijdende stammen die in hun levensonderhoud probeerden te voorzien met akkerbouw, veeteelt, de jacht en visserij. De Romeinen gaven deze stammen de naam Picten vanwege hun (blauwe) tatoeages (Picti betekent 'geverfden'), hoewel in de literatuur niet eenduidig is of het gaat om tatoeages dan wel lichaamsbeschildering. De eerste vermelding van deze naam is uit 297 n.Chr door Eumenius.
Men veronderstelt dat de Picten de afstammelingen waren van de Caledonii en andere stammen die door Romeinse geschiedschrijvers en in de  wereldkaart van Ptolemaeus worden genoemd. Ptolemaeus' kaart was gebaseerd op informatie uit de 1e eeuw en telt een dozijn stammen in het gebied van de Picten. Aan het eind van de 3e eeuw lijken die stammen zich tot twee grote groepen te hebben ontwikkeld: de Maeatae in de buurt van de Muur van Antoninus en de Caledonii die daar verder vandaan woonden. In de tweede helft van de 4e eeuw wordt gesproken van de Verturiones en de Dicalydones. De grootste dreiging kwam voor de Romeinen uit het vruchtbare noordoosten. Volgens Gildas was de Pictische dreiging in de 5e eeuw de reden om de Angelsaksen uit te nodigen om te helpen hun aanvallen af te slaan. Maar het lijkt er op dat de Pictische agressie tegen die tijd al was afgenomen en ze vanaf het midden van de 5e eeuw geen bedreiging meer vormden voor hun buurlanden. Vroege Welshe literatuur bewaart weinig sporen van vijandige relaties tussen de Picten en de noordelijke Britten. De Picten lieten ook het nabijgelegen Angelse koninkrijk van Bernicia met rust.

## Taal
Zij spraken de nu uitgestorven Pictische taal. Men neemt aan dat deze taal gerelateerd was aan de Brythonische taal, die door de ten zuiden van hen levende Britten werd gesproken.
De enige geschriften die de Picten hebben nagelaten zijn op stenen gekrast in een speciaal alfabet dat 'ogham' wordt genoemd. Het alfabet zelf is ontcijferd, maar aangezien over het Pictisch te weinig bekend is, is de inhoud nog nauwelijks vertaald. Ook over hun mythologie en concrete levenswijze is vrijwel niets bekend.

## Burchten
Veel burchten in het noordoosten zijn verglaasd, waarbij een deel van de gebruikte stenen door intense hitte in een glasachtige massa zijn veranderd. De oorzaak is het al dan niet met opzet in brand steken van het houten frame, dat tussen de lagen steen lag. Die manier van bouwen is terug te vinden in de Keltische muur en bijvoorbeeld in South Cadbury Castle (Camelot).
Burghead aan de zuidkust van de Moray Firth is een voorbeeld van een dergelijke met hout en steen opgebouwde burcht. Het werd waarschijnlijk in de 'Proto-Pictische' periode gebouwd, toen de verschillende Pictische stammen zich nog niet tot twee grote groepen hadden ontwikkeld. De ontdekking van grote hoeveelheden Pictische stier-symbolen heeft bewezen dat de burcht later bewoond werd door de 'historische' Picten. De site is grotendeels verwoest en er is overheen gebouwd. Burghead was een van de voornaamste vestingen in Pictland en mogelijk de hoofdstad. Mogelijk werd Burghead pas in de 9e eeuw door brand verwoest. 
Een andere Pictische burcht met een lange geschiedenis was Clatchard Craig in Fife.

## Gangenstelsels
Naast burchten kunnen er ook ondergrondse gangenstelsels aan de Proto-Picten worden toegeschreven. Een vijftigtal is te vinden in Angus en de aanliggende gedeelten van Perthshire. Het betreft gebogen ondergrondse tunnels, 80 voet lang, met geplaveide vloeren en stenen muren die op een hoogte van 6 voet of meer als dak grote stenen dragen. Ze verschillen van de onderaardse gangen, die ook in Ierland zijn gevonden. Bovengronds waren kleine gebouwen. De stichting van de twee bekendste gangen van Angus zijn op basis van nogal schaarse vondsten gedateerd op de 1e of 2e eeuw. Gedurende de 3e eeuw waren de gangen afgebroken en opgevuld en daarna tot de 5e eeuw opnieuw ingericht. Waarschijnlijk begonnen de Picten vanuit dergelijke onderaardse gangen hun aanvallen op Romeins Brittannië.

## Samensmelting
Een belangrijke Pictische koning was Onuist, die het grondgebied van de Picten in de vroege middeleeuwen sterk heeft uitgebreid. De Picten kwamen in contact met het christendom: de heilige Columba heeft een kersteningspoging ondernomen, al is niet bekend of dit gelukt is.
In het midden van de 7e eeuw beweerde Beda dat Oswiu (ca. 612-670), koning van Northumbria, het grootste deel van de Pictische bevolking onder de heerschappij van de Angelen had gebracht.
Pictland, in sommige bronnen ook wel Pictavia genoemd, ging geleidelijk op in het Gaelische koninkrijk Dalriada. Uit deze samensmelting ontstond het nieuwe koninkrijk Alba. Alba breidde zich vervolgens uit door het Brythonische koninkrijk Strathclyde en het Bernicische Lothian in te lijven. Tegen de 11e eeuw was de Pictische identiteit opgegaan in de "Schotse" samensmelting van de volkeren.

## Picten in strips
De Nederlandse striptekenaar Hans G. Kresse besteedt in zijn strips Eric de Noorman en Erwin de Noorman veel aandacht aan de Picten. Hij tekent met name de Pictische symbolen en hun voorvaderlijke brochs. Ook in de stripserie Blake en Mortimer van de Belgische tekenaar Edgar P.Jacobs komen de symbolen voor.
Ook spelen bij Asterix bij de Picten, getekend door Didier Conrad, de Picten een centrale rol. Ook in de strips De Rode Ridder van Willy Vandersteen komen de Picten geregeld voor.
In Donald Duck nr 42 van 2021 stond het verhaal "De schat van de Picten" waarin Dagobert, Donald en de neefjes een avontuur beleven met o.a. een Pictische steen en een Pictische geest in Schotland.